# ويليام موكوينا
ويليام موكوينا (بالإنجليزية: William Mokoena)‏ (مواليد 31 مارس 1975) هو لاعب كرة قدم. يلعب مع منتخب جنوب أفريقيا لكرة القدم. سبق له أن لعب في كأس العالم لكرة القدم مع منتخب بلاده.

## روابط خارجية
- ويليام موكوينا على موقع الاتحاد الدولي (مؤرشف)  (الإنجليزية)
- ويليام موكوينا على موقع قاعدة بيانات كرة القدم.إي يو (الإنجليزية)
- ويليام موكوينا على موقع Soccerway.com (الإنجليزية)